# Heinz Luthringshauser

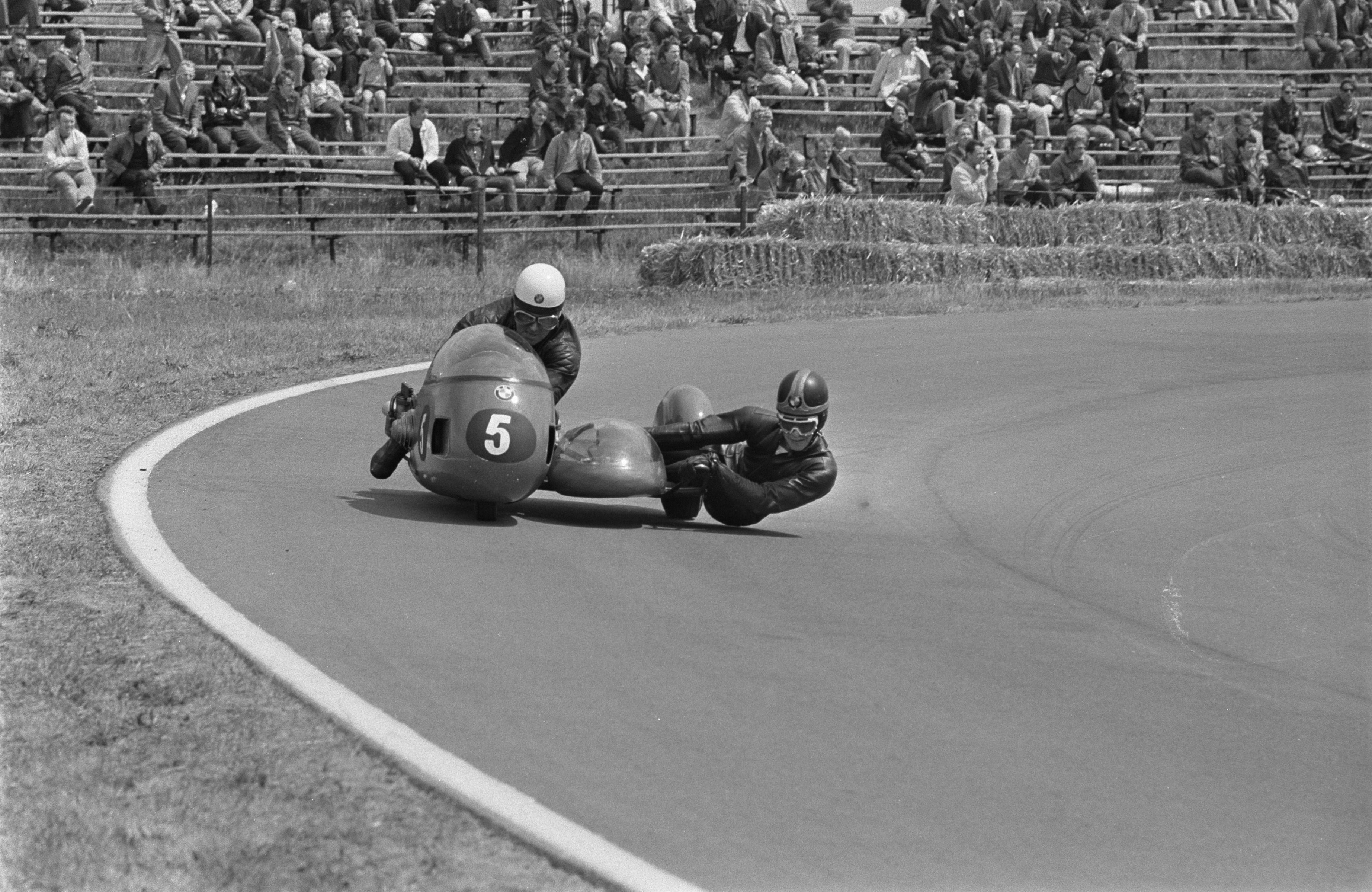
Heinz Luthringshauser (links) mit seinem Beifahrer Hans-Jürgen Cusnick bei der Dutch TT 1970

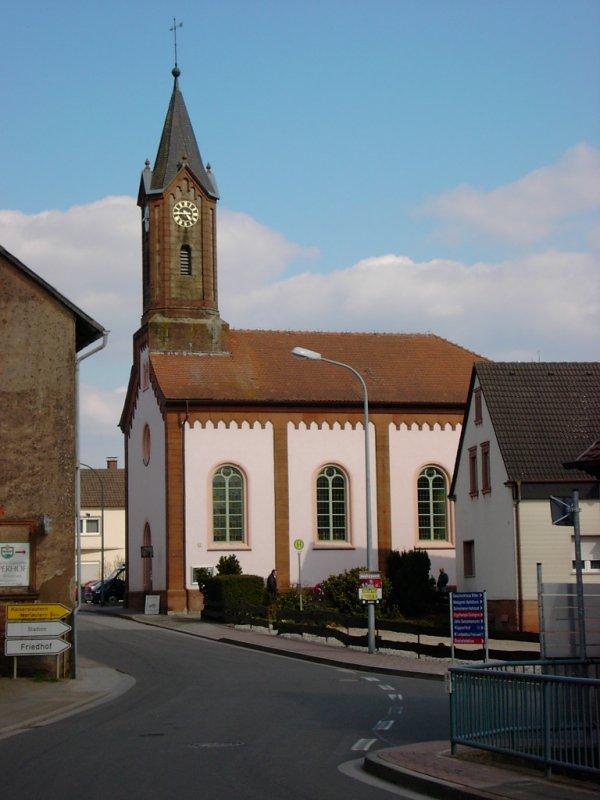
Das von Luthringshauser gegründete Motorradmuseum in der ehemaligen evangelischen Kirche Otterbachs

Heinz Luthringshauser (* 21. Januar 1931 in Otterbach (Westpfalz); † 5. September 1997) war ein deutscher Motorradrennfahrer, der zwischen 1961 und 1977 in der Gespann-Klasse der Motorrad-Weltmeisterschaft fuhr. 

## Karriere
Heinz Luthringshauser wurde zusammen mit seiner Partnerin Armgard Neumann 1970 auf BMW Deutscher Meister in der Gespannklasse bis 500 cm³.
1972 errang er zusammen mit Hans-Jürgen Cusnick die Vize-Weltmeisterschaft in der Gespann-Klasse. Beim vorletzten Rennen der Saison 1972, dem Grand Prix der Tschechoslowakei auf dem Masaryk-Ring bei Brünn, verunglückten die beiden, die bis dahin die WM-Wertung anführten, schwer. Während Luthringshauser mit leichten Verletzungen davonkam, verstarb Cusnik auf dem Weg ins Krankenhaus. Den Titel sicherte sich daraufhin das Duo Klaus Enders/Ralf Engelhardt.
In der Saison 1974 war er Sieger mit dem Beifahrer Hermann Hahn der Tourist Trophy, dem härtesten Motorradrennen der Welt auf der Isle of Man. Insgesamt verbuchte er zwei Grand-Prix-Siege auf seinem Erfolgskonto.

## Leben
Nach seiner aktiven Zeit gründete Luthringshauser 1980 ein Motorradmuseum in Otterbach (Westpfalz), das er bis zu seinem Tode 1997 leitete. Eingerichtet ist das Museum in der ehemaligen evangelischen Kirche des Ortes; es zeigt Motorräder internationalen Ursprungs der letzten 80 Jahre.

## Titel
- 1970 – Deutscher-Gespann-Meister auf BMW (mit Beifahrer Armgard Neumann)